# 議会乱入を仕組んだ男 トランプ 陰の"盟友"
『議会乱入を仕組んだ男 トランプ 陰の"盟友"』（A Storm Foretold）は、デンマークのクリストファー・グルブランセン監督による2023年のドキュメンタリー映画である。ロジャー・ストーン、MAGA運動、2021年アメリカ合衆国議会議事堂襲撃事件を検証する内容である。グルブランセンと撮影監督のフレデリック・マーベルは2018年から2021年1月にかけてストーンの撮影を許可されていた。
この映画は2023年にCPH:DOXでプレミア上映された後、2024年1月にアメリカ合衆国で劇場公開された。製作はウィングマン・メディア、配給はアブラモラマが行った。
日本では2024年5月10日と17日に前後編に分割してテレビ放送された。

## 評価
レビュー集積サイトのRotten Tomatoesでは12件の批評を基に支持率は100%と示された。
『NYC Movie Guru』のアヴィ・オファーは、「『議会乱入を仕組んだ男』はドナルド・トランプの政治顧問であるロジャー・ストーンを垣間見ることができる、挑発的で、激怒させられ、タイムリーで、啓発的な作品である」と評した。
『バラエティ』のジェシカ・キアンは、「ロジャー・ストーンは偉大な策略家で、操り人形の達人で、権力者の背後にいる権力者であるが、グルブランセンの娯楽的で、時折唖然とさせられ、そして深く呆れさせられる『議会乱入を仕組んだ男』が自分を好印象で見せてくれると思っているのだろうか? 実際は、ストーンとその一団が大統領政治をまるで自分たちの私的なゲームのように楽しんでいることが明らかになった」と評した。